# Timbuk 3
Timbuk 3 war eine US-amerikanische Band, die 1986 in Austin, Texas gegründet wurde und zunächst nur aus dem Ehepaar Pat MacDonald und Barbara K. MacDonald (* 4. Oktober 1958 in Wausau, Wisconsin) bestand.

## Geschichte
Anfangs spielte das Duo unterstützt von eigenen Aufnahmen der Begleittracks, die von einem großen Ghetto-Blaster abgespielt wurden. 1991 kamen Wally Ingram und Courtney Audain zur Band hinzu.
Timbuk 3 nahmen zwischen 1986 und 1995 etliche Alben auf, von denen das erste Album „Greetings From Timbuk 3“ den Hitparaden-Song „The Future's So Bright I Gotta Wear Shades“ hervorbrachte.
Der Bandname ist eine Abwandlung eines im anglophonen Raum sehr bekannten Wortspiels mit dem Namen der Stadt Timbuktu, welcher wie „Timbuk Two“ gesprochen wird und somit scherzhaft auch als Name eines Duos angesehen werden kann.
Die Band löste sich 1995 auf und die Bandmitglieder veröffentlichten einzelne Soloprojekte.

## Diskografie

### Studioalben
| Jahr | Titel                  | Höchstplatzierung, Gesamtwochen, AuszeichnungChartplatzierungen (Jahr, Titel, Platzierungen, Wochen, Auszeichnungen, Anmerkungen) | Höchstplatzierung, Gesamtwochen, AuszeichnungChartplatzierungen (Jahr, Titel, Platzierungen, Wochen, Auszeichnungen, Anmerkungen) | Anmerkungen                        |
| Jahr | Titel                  | UK | US | Anmerkungen                        |
| ---- | ---------------------- | --- | --- | ---------------------------------- |
| 1986 | Greetings from Timbuk3 | UK51 (4 Wo.)UK | US50 (30 Wo.)US | Erstveröffentlichung: Oktober 1986 |
| 1988 | Eden Alley             | — | US107 (13 Wo.)US | Erstveröffentlichung: Mai 1988     |

Weitere Veröffentlichungen
- 1989: Edge of Allegiance
- 1991: Big Shot in the Dark
- 1992: Some of the Best of
- 1993: Espace Ornano
- 1993: Looks Like Dark to Me EP
- 1995: A Hundred Lovers

### Singles
| Jahr | Titel Album                                                        | Höchstplatzierung, Gesamtwochen, AuszeichnungChartplatzierungen (Jahr, Titel, Album, Platzierungen, Wochen, Auszeichnungen, Anmerkungen) | Höchstplatzierung, Gesamtwochen, AuszeichnungChartplatzierungen (Jahr, Titel, Album, Platzierungen, Wochen, Auszeichnungen, Anmerkungen) | Anmerkungen                        |
| Jahr | Titel Album                                                        | UK | US | Anmerkungen                        |
| ---- | ------------------------------------------------------------------ | --- | --- | ---------------------------------- |
| 1986 | The Future’s So Bright, I Gotta Wear Shades Greetings from Timbuk3 | UK21 (8 Wo.)UK | US19 (16 Wo.)US | Erstveröffentlichung: Oktober 1986 |